# Chenopodium cuneifolium
Chenopodium cuneifolium là loài thực vật có hoa thuộc họ Dền. Loài này được Vahl mô tả khoa học đầu tiên năm 1793.